# Lírio-do-amazonas
O lírio-do-amazonas, também conhecida como estrela-d'alva, estrela-de-belém e estrela-da-anunciação, é uma planta bulbosa florífera perene da família das Amarilidáceas, largamente cultivada no mundo inteiro.
Suas flores são brancas, exalam suave perfume, têm seis pétalas, uma coroa verde-amarelada ou amarelo-esverdeada com seis estames cinzentos ao redor, e um estigma, lembrando muito o narciso. É uma planta bastante decorativa por causa de suas folhas ovaladas verde-escuras, e para completar, ele sempre nasce lindos cachos que variam de 3 a 10 flores. As espécies mais cultivadas são: Eucharis amazonica e Eucharis x grandiflora.

## Lista completa de espécies
- Eucharis amazonica
- Eucharis bakeriana
- Eucharis bouchei
- Eucharis candida
- Eucharis lowii
- Eucharis mastersii
- Eucharis sanderi
- Eucharis subedentata
- Eucharis astrophiala
- Eucharis bonplandii
- Eucharis bouchei
- Eucharis castelnaeana
- Eucharis caucana
- Eucharis corynandra
- Eucharis cyaneosperma
- Eucharis formosa
- Eucharis lehmanii
- Eucharis moorei
- Eucharis oxyandra
- Eucharis plicata
- Eucharis sanderi
- Eucharis ulei
- Eucharis x grandiflora
- Eucharis x grandiflora 'Christine'